# BigTable
BigTable es un sistema de gestión de base de datos creado por Google con las características de ser:  distribuido, de alta eficiencia y propietario. Está construido sobre  GFS (Google File System), Chubby Lock Service, y algunos otros servicios y programas de Google, y funciona sobre 'commodity hardware' (sencillos y baratos PCs con procesadores Intel).
BigTable comenzó a ser desarrollado a principios de 2004. 
BigTable almacena la información en tablas multidimensionales cuyas celdas están, en su mayoría, sin utilizar. Además, estas celdas disponen de versiones temporales de sus valores, con lo que se puede hacer un seguimiento de los valores que han tomado históricamente. 
Para poder manejar la información, las tablas se dividen por columnas, y son almacenadas como 'tabletas' de unos 200 Mbytes cada una. Cada máquina almacena 100 tabletas, mediante el sistema 'Google File System'. La disposición permite un sistema de equilibrado de carga (si una tableta está recibiendo gran cantidad de peticiones, la máquina puede desprenderse del resto de las tabletas o trasladar la tableta en cuestión a otra máquina) y una rápida recomposición del sistema si una máquina 'se cae'. 

## Software similar
- Apache Cassandra de Apache Software Foundation